# Wikipédia en népalais
Wikipédia en népalais (en népalais : नेपाली विकिपिडिया) est l'édition de Wikipédia en népalais, langue pahari (ou langues indo-aryennes du Nord) parlée au Népal, en Inde et au Bhoutan. L'édition est lancée en officiellement en juin 2002, mais dans les faits en octobre 2004. Son code est : ne.
Au 20 mars 2025, l'édition en népalais contient 29 896 articles et compte 70 834 contributeurs, dont 102 contributeurs actifs et 5 administrateurs.

## Présentation

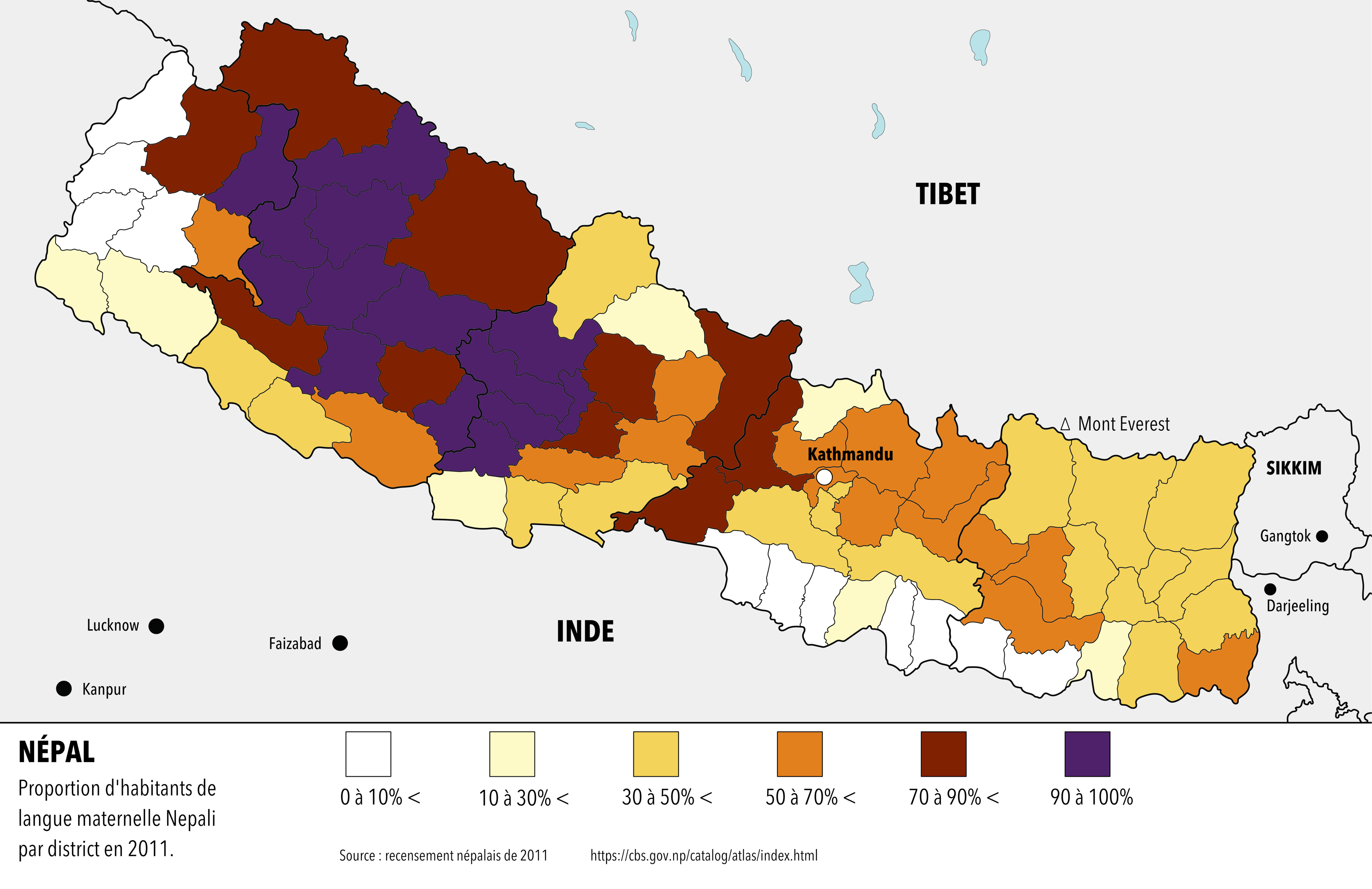
Aire de diffusion du népalais.

## Statistiques
- Le 9 février 2015, l'édition en népalais compte 27 107 articles et 20 277 utilisateurs enregistrés[3], ce qui en fait la 95e[4] édition linguistique de Wikipédia par le nombre d'articles et la 92e[5] par le nombre d'utilisateurs enregistrés, parmi les 287 éditions linguistiques actives.
- Une caractéristique à part de cette encyclopédie est qu'elle est, entre le 1er mai et le 15 septembre 2015, la seule avec la version en birman, parmi 286 versions linguistiques actives, à avoir plus de pages vues depuis le site Wikipédia Zéro que depuis le site Wikipédia Mobile, avec 13 % des pages vues (15 % pour la version en népalais)[6].
- Le 19 octobre 2022, elle contient 32 141 articles et compte 59 489 contributeurs, dont 79 contributeurs actifs et 5 administrateurs.
- Le 4 septembre 2024, elle contient 31 311 articles et compte 68 598 contributeurs, dont 126 contributeurs actifs et 7 administrateurs.